# Polyodaspis risbeci
Polyodaspis risbeci är en tvåvingeart som först beskrevs av Seguy 1946.  Polyodaspis risbeci ingår i släktet Polyodaspis och familjen fritflugor. Inga underarter finns listade i Catalogue of Life.